# Đảng Dân tộc Scotland

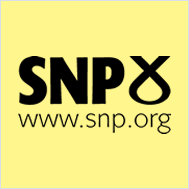
Logo và trang web

Đảng Dân tộc Scotland (SNP; tiếng Gael Scotland: Pàrtaidh Nàiseanta na h-Alba, tiếng Scots: Scots National Pairtie) là một chính đảng dân tộc chủ nghĩa Scotland, dân chủ xã hội ở Scotland. SNP ủng hộ các chiến dịch cho Scotland độc lập trong Liên minh châu Âu. Đây là đảng chính trị lớn thứ ba theo tư cách thành viên trong Vương quốc Anh, sau Công đảng và Đảng Bảo thủ; nó là lớn thứ ba bởi đại diện tổng thể trong Hạ viện, sau Đảng Bảo thủ và Đảng Lao động; và đây là đảng chính trị lớn nhất ở Scotland, nơi có nhiều ghế nhất trong Quốc hội Scotland và 35 trong số 59 ghế của Scotland tại Hạ viện Nghị viện của Vương quốc Anh. Nhà lãnh đạo Đảng Quốc gia Scotland hiện tại, Nicola Sturgeon, đã từng là Bộ trưởng đầu tiên của Scotland kể từ tháng 11 năm 2014.
Được thành lập vào năm 1934 với sự hợp nhất của Đảng Quốc gia Scotland và Đảng Scotland, đảng này đã có nghị viện liên tục đại diện tại Westminster kể từ Winnie Ewing đã giành chiến thắng bầu cử phụ Hamilton 1967. Với việc thành lập Quốc hội Scotland đã bị giải thể vào năm 1999, SNP trở thành đảng lớn thứ hai, phục vụ hai nhiệm kỳ là đối lập. SNP đã giành được quyền lực tại bầu cử Quốc hội Scotland năm 2007, thành lập chính phủ thiểu số, trước khi tiếp tục giành chiến thắng bầu cử Quốc hội 2011, sau đó nó được thành lập Holyrood đầu tiên chính phủ đa số. Đảng này đã bị giảm trở lại là một chính phủ thiểu số tại bầu cử năm 2016.